# Acadêmica Vitória
Die Associação Acadêmica e Desportiva Vitória das Tabocas, kurz Acadêmica Vitória oder Vitória-PE, ist ein brasilianischer Fußballverein aus Vitória de Santo Antão im Bundesstaat Pernambuco.

## Geschichte
Der Verein ist am 6. Mai 2008 als Nachfolgeverein der AD Vitória gegründet worden und hat sich vornehmlich der Nachwuchsförderung gewidmet. Der Vereinsname ist in Reminiszenz an den Sieg einer luso-brasilianischen Guerillatruppe gegen eine niederländische Armee in der Schlacht am Monte das Tabocas vom 3. August 1645 im Niederländisch-Portugiesischen Krieg gewählt wurden. Die Männermannschaft spielte erstmals von 2009 bis 2011, dann 2014 und seit 2016 wieder in der obersten Spielklasse der Staatsmeisterschaft von Pernambuco.
Die Frauenmannschaft von Vitória hat mittlerweile jene von Sport Recife als dominierendes Team abgelöst und seit 2010 alle Staatsmeisterschaften gewonnen. 2011 und 2013 erreichte sie jeweils das Finale des nationalen Pokalwettbewerbs und konnte 2012 und 2014 auch in der Copa Libertadores Femenina antreten. Seit 2013 hat das Frauenteam auch an allen Spielzeiten der nationalen Meisterschaft teilgenommen.

## Erfolge
Damen: 
- Teilnahme an der Copa Libertadores Feminino: 2012, 2014
- Brasilianischer Pokal: (Finalist 2011, 2013)
- Staatsmeisterschaft von Pernambuco: 2010, 2011, 2012, 2013, 2014, 2015, 2016, 2019